# Сабсай, Пинхос Владимирович
Пинхос (Пётр) Владимирович Сабса́й (1893—1980) — советский, азербайджанский скульптор, педагог. Народный художник СССР (1973). Лауреат Сталинской премии первой степени (1942).

## Биография
Пинхос Сабсай родился 19 июня (1 июля) 1893 года в Одессе (ныне в Украине).
Рано появившийся художественный интерес побудил будущего скульптора посещать бесплатную студию рисунка при Одесском художественном училище, а затем поступить на его скульптурное отделение в 1908 году. Ограниченность материальных средств заставила его в летние месяцы работать в лепных декорационных мастерских, проводивших работы по скульптурной декорации зданий.
В 1915 году окончил Одесское художественное училище по первому разряду и был вне конкурса принят на скульптурное отделение Санкт-Петербургской Академии художеств в класс профессора А. Т. Матвеева, затем — Г. Р. Залемана.
Однако в связи с началом Первой мировой войны вскоре был призван на военную службу.
Демобилизовавшись в 1917 году, возвратился в скульптурную мастерскую Одесского художественного училища (с 1921 — Одесский институт изобразительных искусств). Там же начал свою педагогическую деятельность.
Уже в 1918 году исполнил несколько скульптурных портретов В. И. Ленина, монументальный барельеф «Труд», украсивший фасад Красноармейского театра в Одессе.
В 1922 году возвратился в Петроград для продолжения своего образования во ВХУТЕИНе, который окончил в 1925 году.

Дом в Баку, в котором жил Сабсай

Памятник М. Ф. Ахундову в Баку

В 1926 году переехал в Баку. С этого периода творчество скульптора неразрывно связано с Азербайджаном.
С 1928 года преподавал в Художественном училище им. А. Азимзаде. В 1940—1963 годах руководил скульптурным отделением художественного училища.
В 1930 году торжественно открыт памятник Мирзе Ахундову.
Наряду с монументальными памятниками в Баку, много работал над барельефом.

Мемориальные доски на стене дома в Баку, в котором жил П. Сабсай: на азербайджанском (слева) и русском (справа)

В 1932 году выполнил 22-метровый барельеф с 55 фигурами «От физкультуры к труду и обороне», установленный во Дворце физкультуры в Баку, в 1933 — ряд барельефов для фойе Бакинского Рабочего театра, в 1937 — 12-метровый барельеф «Ударники бурения», посвященный бакинским нефтяникам.
Другими значительными его работами среди монументальной скульптуры были:
- памятник Сергею Кирову (архитектор — Л. А. Ильин) в Парке имени С. М. Кирова в Баку (1939), за который был удостоен Сталинской премии в 1942 году (ныне — Аллея Шахидов в Баку, памятник снесён в 1991 году)
- памятник В. И. Ленину в Краснодаре (1956) и Баку (1957).
- памятник С. Шаумяну в Баку.
- памятник В. И. Ленину в Могилёве (1957). Абсолютно идентичен памятнику в Краснодаре.

Примечательны работы, среди которых портрет А. С. Пушкина «Элегия», «Портрет знатного бурового мастера М. П. Каверочкина» (1954).
Среди учеников — известные скульпторы Азербайджана, среди которых Мирали Миркасимов.
Действительный член АХ СССР (1947). Член Союза художников СССР.
Член ВКП(б) с 1945 года.
Пинхос Сабсай скончался 25 июля 1980 года в Баку. Похоронен на Аллее почётного захоронения.

## Награды и звания
- Заслуженный деятель искусств Азербайджанской ССР (23.04.1940)
- Народный художник Азербайджанской ССР (24.05.1960)
- Народный художник СССР (05.10.1973)
- Сталинская премия первой степени (1942) — за памятник С. М. Кирову в Баку[3]
- Орден Ленина (09.06.1959)
- Орден Дружбы народов (31.07.1978)
- Орден Трудового Красного Знамени
- Медаль «В ознаменование 100-летия со дня рождения Владимира Ильича Ленина»
- Медаль «За доблестный труд в Великой Отечественной войне 1941—1945 гг.»